# Lars Stindl
Lars Edi Stindl vagy egyszerűen Lars Stindl (Speyer, 1988. augusztus 26. –) német labdarúgó csatár, legutóbb a Karlsruher játékosa volt.

## Klubkarrier
Speyerben született, a TSV Wiesental ifi csapatában kezdte a pályafutását. 2000-ben felvételt nyert a Karlsruher csapatába. Stindl Karlsruherben kezdte profi pályafutását.
2008. március 15-én debütált a német első osztályban, az Eintracht Frankfurt elleni meccs 81. percében cserélték be, csapata 1–0 arányban kikapott. 2008. november 29-én lőtte első gólját a német első osztályban, későbbi csapata a Hannover ellen. Stindl 2010 februárjában bejelentette, hogy távozni szeretne a Karlsruherből.

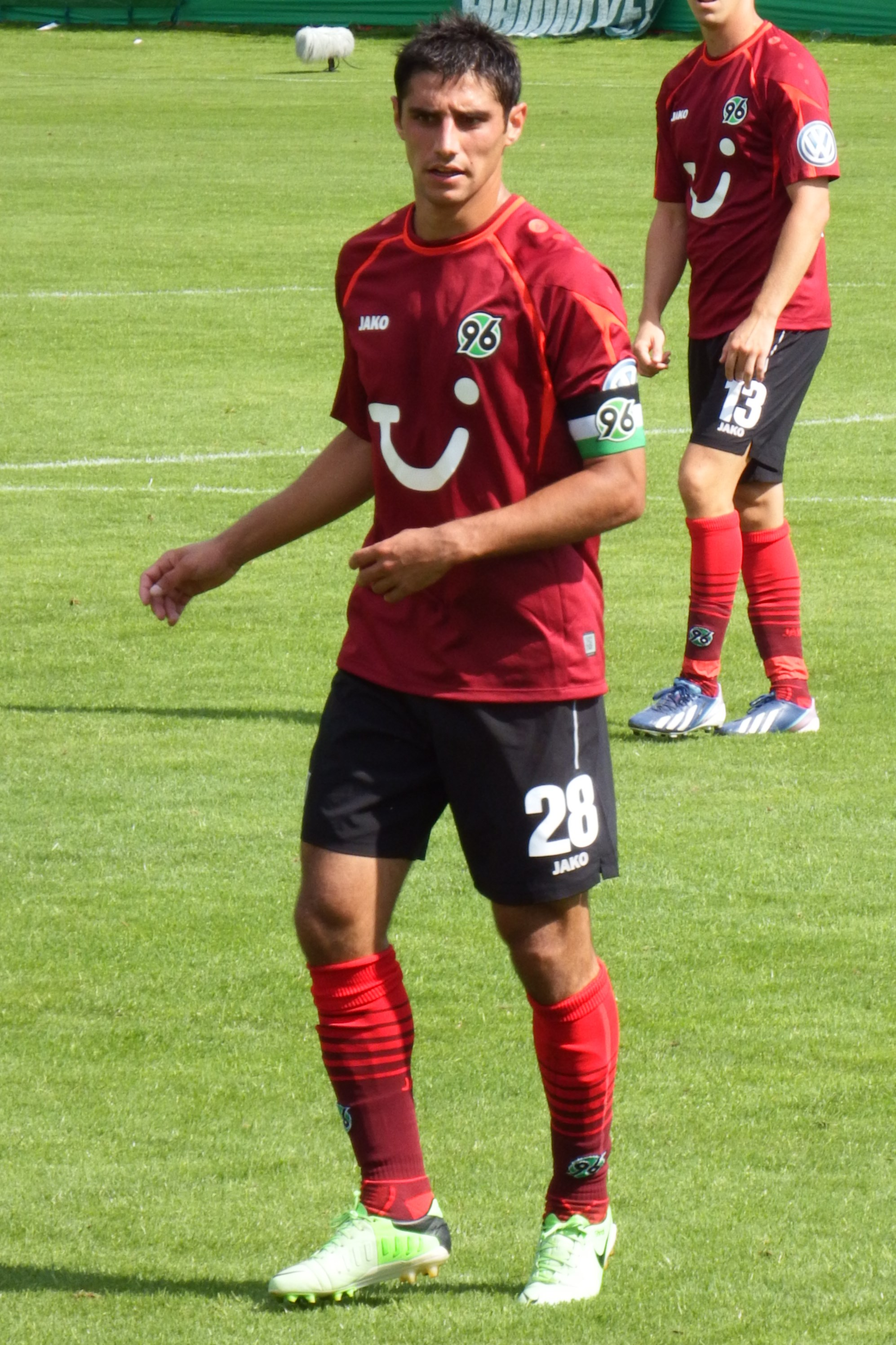
Stindl a Hannover 96 színeiben 2013-ban

2010. március 16-án átigazolt a Hannoverbe.
2015. március 25-én igazolt a Mönchengladbachba.
2015. augusztus 8-án debütált a St. Pauli csapata ellen a német labdarúgókupában, melyet a csapata 4–1 arányban megnyert, idegenben.
2016. augusztus 1-je után őt nevezték ki a Mönchengladbach csapatkapitányának, miután Martin Stranzl visszavonult és az első számú helyettese, Granit Xhaka az átigazolási időszakban az angol Arsenalba igazolt.
2017. február 23-án a Fiorentina elleni Európa-liga visszavágón Firenzében triplázott, csapat pedig 4–2-re győzött.
2017. május 17-én egy évvel 2021. nyaráig meghosszabbította a szerződését a klubbal.
2018. április 28-án a Schalke elleni bajnoki mérkőzés 38. percében le kellett cserélni. Az alapos orvosi vizsgálatok után kiderült a bokája nem tört el, de a szalagok olyan súlyosan sérültek meg, hogy a következő héten meg kellett műteni. Így nem állt Löw rendelkezésére a június 14-én kezdődő 2018-as világbajnokságon. Stindl egyrészt sajnálja, hogy nem segítheti a német válogatottat, másrészt szertefoszlottak a vb álmai.

## Válogatott karrier
Stindl Németország U20-as válogatottjában három, Németország U21-es válogatottjában pedig egy mérkőzésen vett részt.

### Felnőttek között
Stindlt először 2017-ben hívták be a felnőtt német válogatottba.
2017. június 6-án a dán válogatott elleni barátságos mérkőzésen kezdőként debütált.
Június 10-én a 2018-as vb-selejtező B csoport mérkőzésen San Marinó-i válogatott ellen 55 percet kapott, végül 7–0-ra győztek.
A 2017-es konföderációs kupára is segítségül hívták.
2017. június 19-én 2017-es konföderációs kupán Ausztrália elleni mérkőzés 5. percében megszerezte első gólját.
Június 22-én Chile elleni döntetlen mérkőzésen megszerezte második gólját.
2017. július 2-án a 2017-es konföderációs kupa döntő mérkőzés 20. percében megszerezte a harmadik gólját Chile ellen. Németország B csapatának nevezett csapat pedig történelmet írt, mert megszerezte első Konföderációs kupa győzelmét. Stindl a három góljával, Timo Werner és Leon Goretzka mögött Bronzcipős lett.

## Sikerei, díjai

### Németország
- Konföderációs kupa Aranyérmes (1): 2017

### Egyéni
- Konföderációs kupa Bronzcipő (1): 2017

## Karrier statisztika
Legutóbb 2021. május 22-én lett frissítve.
| Klub                     | Szezon           | Liga             | Liga          | Liga  | Kupa          | Kupa  | Európai       | Európai | Összesen      | Összesen | Jegyzetek |
| Klub                     | Szezon           | Bajnokság        | Pályára lépés | Gólok | Pályára lépés | Gólok | Pályára lépés | Gólok   | Pályára lépés | Gólok    | Jegyzetek |
| ------------------------ | ---------------- | ---------------- | ------------- | ----- | ------------- | ----- | ------------- | ------- | ------------- | -------- | --------- |
| Karlsruhe II             | 2006–2007        | Regionalliga Süd | 12            | 2     | —             | —     | —             | —       | 12            | 2        | [ 22 ]    |
| Karlsruhe II             | 2007–2008        | Regionalliga Süd | 26            | 4     | —             | —     | —             | —       | 26            | 4        | [ 23 ]    |
| Karlsruhe II             | 2008–2009        | Regionalliga Süd | 10            | 5     | —             | —     | —             | —       | 10            | 5        | [ 23 ]    |
| Karlsruhe II             | 2009–2010        | Regionalliga Süd | 1             | 0     | —             | —     | —             | —       | 1             | 0        | [ 23 ]    |
| Karlsruhe II             | Összesen         | Összesen         | 49            | 11    | —             | —     | —             | —       | 49            | 11       | —         |
| Karlsruhe                | 2007–2008        | Bundesliga       | 2             | 0     | 0             | 0     | —             | —       | 2             | 0        | [ 23 ]    |
| Karlsruhe                | 2008–2009        | Bundesliga       | 21            | 4     | 1             | 0     | —             | —       | 22            | 4        | [ 23 ]    |
| Karlsruhe                | 2009–2010        | 2. Bundesliga    | 33            | 9     | 2             | 0     | —             | —       | 35            | 9        | [ 23 ]    |
| Karlsruhe                | Összesen         | Összesen         | 56            | 13    | 3             | 0     | —             | —       | 59            | 13       | —         |
| Hannover                 | 2010–2011        | Bundesliga       | 33            | 2     | 1             | 0     | —             | —       | 34            | 2        | [ 24 ]    |
| Hannover                 | 2011–12          | Bundesliga       | 28            | 2     | 2             | 2     | 13            | 2       | 43            | 6        | [ 25 ]    |
| Hannover                 | 2012–2013        | Bundesliga       | 18            | 2     | 2             | 0     | 9             | 2       | 29            | 4        | [ 26 ]    |
| Hannover                 | 2013–14          | Bundesliga       | 31            | 3     | 2             | 0     | —             | —       | 33            | 3        | [ 27 ]    |
| Hannover                 | 2014–2015        | Bundesliga       | 21            | 10    | 1             | 1     | —             | —       | 22            | 11       | [ 28 ]    |
| Hannover                 | Összesen         | Összesen         | 131           | 19    | 8             | 3     | 22            | 4       | 161           | 26       | —         |
| Borussia Mönchengladbach | 2015–2016        | Bundesliga       | 30            | 7     | 3             | 4     | 6             | 3       | 39            | 14       | [ 29 ]    |
| Borussia Mönchengladbach | 2016–2017        | Bundesliga       | 30            | 11    | 3             | 2     | 10            | 5       | 43            | 18       | [ 30 ]    |
| Borussia Mönchengladbach | 2017–2018        | Bundesliga       | 31            | 6     | 3             | 0     | 0             | 0       | 34            | 6        |           |
| Borussia Mönchengladbach | 2018–2019        | Bundesliga       | 21            | 3     | 1             | 0     | 0             | 0       | 22            | 3        |           |
| Borussia Mönchengladbach | 2019–2020        | Bundesliga       | 25            | 9     | 1             | 0     | 4             | 2       | 30            | 11       |           |
| Borussia Mönchengladbach | 2020–2021        | Bundesliga       | 30            | 14    | 4             | 1     | 8             | 2       | 42            | 17       |           |
| Borussia Mönchengladbach | Összesen         | Összesen         | 167           | 50    | 16            | 7     | 28            | 12      | 211           | 69       | —         |
| Karrier összesen         | Karrier összesen | Karrier összesen | 403           | 93    | 27            | 10    | 50            | 16      | 480           | 119      | —         |

1. ↑  a Német kupát is tartalmazza
2. ↑  a Bajnokok ligáját és az Európa-ligát is tartalmazza

### Válogatott

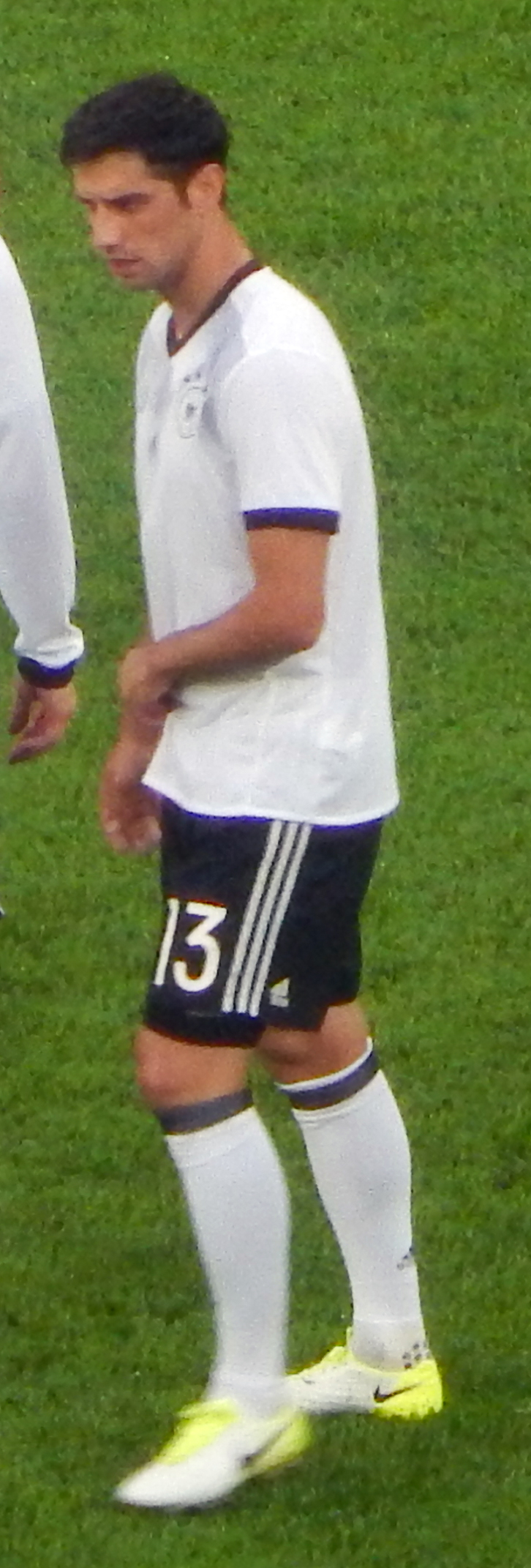
Stindl a 2017-es konföderációs kupa fináléján

2018. március 28-án frissítve. 
| Németország | Németország     | Németország |
| Év          | Pályára lépések | Gólok       |
| ----------- | --------------- | ----------- |
| 2017        | 10              | 4           |
| 2018        | 1               | 0           |
| összesen    | 11              | 4           |

### Válogatott góljai
2017. november 14-én frissítve. 
| #  | Időpont            | Helyszín                                          | Ellenfél      | Állás | Végeredmény | Kiírás                     |
| -- | ------------------ | ------------------------------------------------- | ------------- | ----- | ----------- | -------------------------- |
| 1. | 2017. június 19.   | Fisht Olympic Stadium, Szocsi, Oroszország        | Ausztrália    | 1 – 0 | 3 – 2       | 2017-es konföderációs kupa |
| 2. | 2017. június 22.   | Kazany Aréna, Kazany, Oroszország                 | Chile         | 1 – 1 | 1 – 1       | 2017-es konföderációs kupa |
| 3. | 2017. július 2.    | Kresztovszkij Stadion, Szentpétervár, Oroszország | Chile         | 0 – 1 | 0 – 1       | 2017-es konföderációs kupa |
| 7. | 2017. november 14. | RheinEnergieStadion, Köln, Németország            | Franciaország | 2–2   | 2–2         | Barátságos mérkőzés        |